# ساموکیتکا
ساموکیتکا (به بلغاری: Samokitka) یک منطقهٔ مسکونی در بلغارستان است که در شهرستان کیرکوفو واقع شده‌است.